# Sybrita

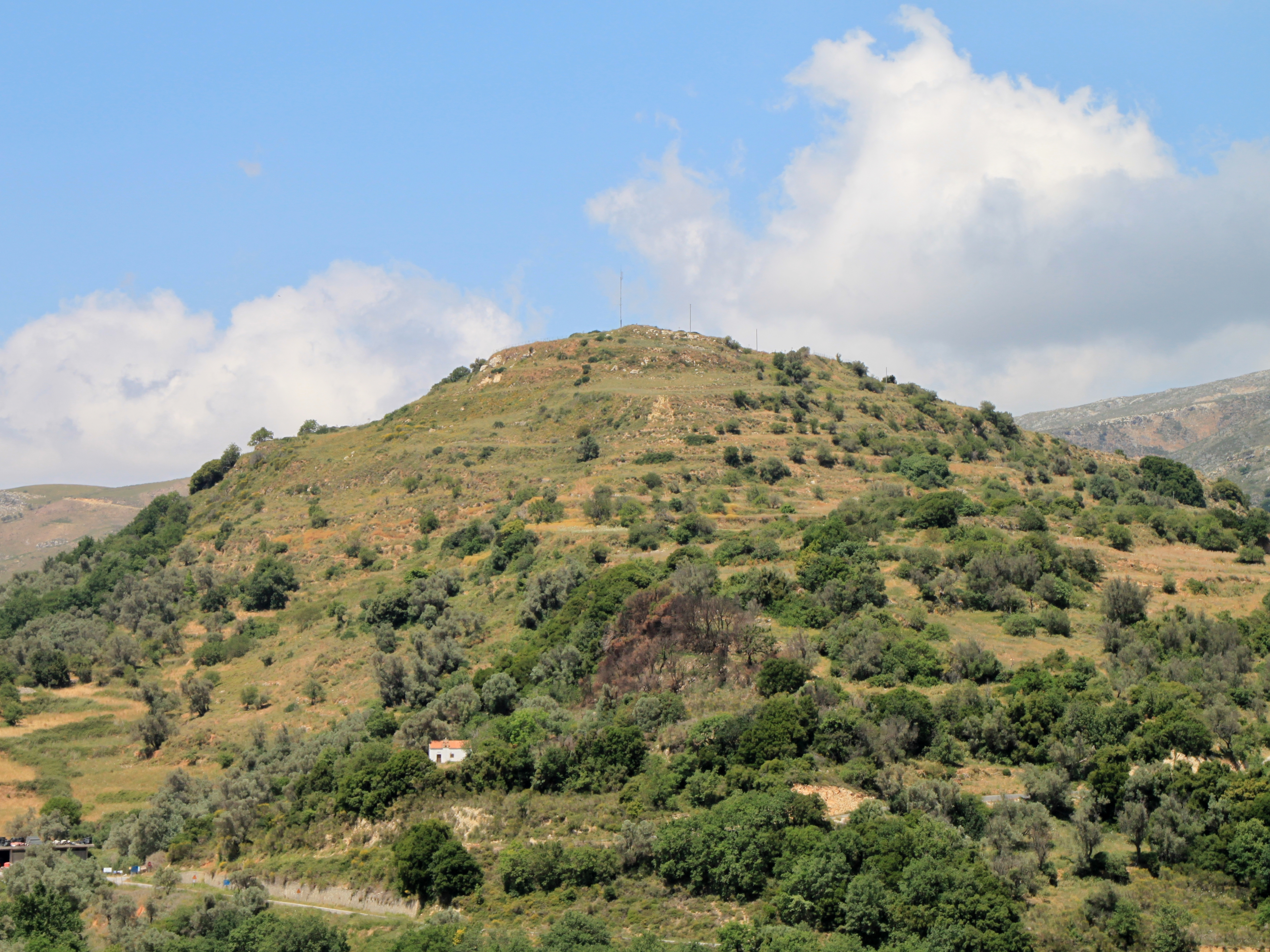
Hügel Kefala mit der Ausgrabungsstätte von Sybrita

Sybrita (minoisch SU-KI-RI-TA; altgriechisch Σύβριτα; Σούβριτα; Σούβριτος; Σίβυρτος; Einwohnerbezeichnung Σιβρύτιος), neugriechisch Σύβριτος Syvritos, war eine antike Stadt im Amari-Becken auf der griechischen Mittelmeerinsel Kreta. Sie bestand von etwa 1400 v. Chr. bis zu ihrer Zerstörung während der arabischen Eroberung der Insel im Jahr 824 n. Chr. Reste der Stadtanlage wurden auf dem 618 Meter hohen Kefala (Κεφάλα) westlich bei Thronos (Θρόνος), einem Dorf 19 Kilometer südöstlich von Rethymno, ausgegraben.

## Lage
Die größte Ausdehnung erreichte das antike Sybrita in der hellenistischen Periode. Damals reichte das Stadtgebiet vom heutigen Klisidi (Κλησίδι) im Nordosten bis nach Agia Fotini (Αγία Φωτεινή) im Südwesten und Genna (Γέννα) im Süden. Klisidi und Agia Fotini liegen von der ehemaligen Akropolis der Stadt auf dem Hügel Kefala („großer Kopf“) bei Thronos jeweils nicht ganz einen Kilometer entfernt, Genna ungefähr einen Kilometer.
Der Machtbereich der Stadt erstreckte sich über das gesamte Amari-Becken, ein von dem kleinen Fluss Platy (Πλατύ) bewässertes fruchtbares Tal zwischen Rethymno an der Nordküste Kretas und Agia Galini (Αγία Γαλήνη) an dessen Südküste beziehungsweise Tymbaki (Τυμπάκι) am Westrand der Messara-Ebene. Bei Agia Galini befand sich der Hafen von Sybrita, das antike Soulia (Σουλία) oder Soulena (Σουλήνα). Etwa 5,5 Kilometer südwestlich der Akropolis, in einer Höhle bei Patsos (Πατσός), ist ein Heiligtum des Hermes Kranaios belegt, das seit der spätminoischen Zeit I (SM I) mit Unterbrechungen bis in die römische Zeit bestand.
Das Sybrita des Altertums ist namensgebend für den heutigen Gemeindebezirk Syvritos mit dem Hauptort Agia Fotini innerhalb der Gemeinde (Dimos) Amari im Regionalbezirk Rethymno. Bis 2010 war Syvritos eine eigenständige Gemeinde und umfasste den westlichen Teil des Amari-Beckens, bevor sie mit der östlich angrenzenden ehemaligen Gemeinde Kourites zur Großgemeinde Amari zusammengeschlossen wurde.

## Geschichte

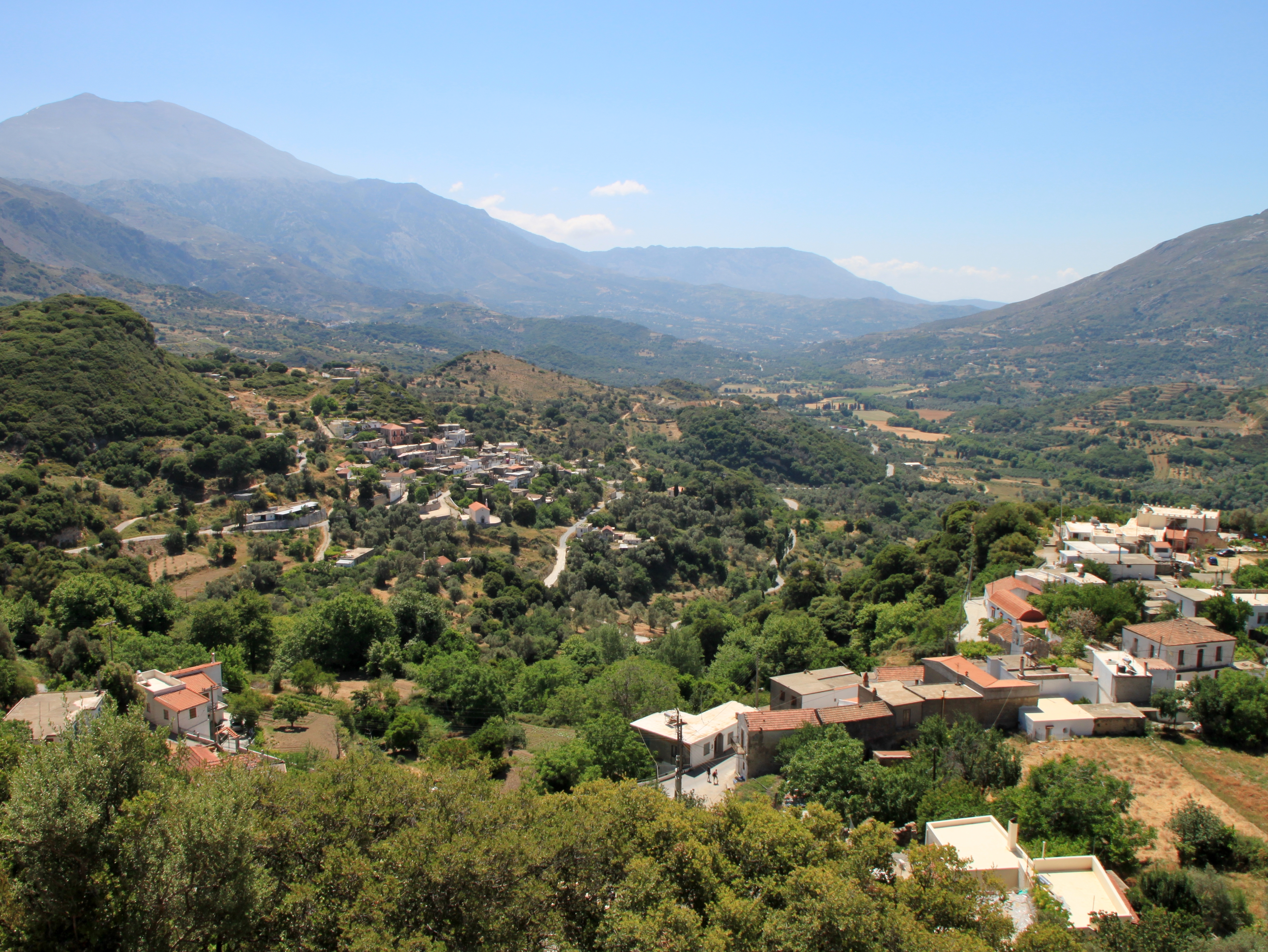
Blick vom Kefala auf das Amari-Becken

Die Gründung Sybritas erfolgte in spätminoischer Zeit, der sogenannten Dritten- oder Nachpalastzeit. In diesem Zeitraum herrschten die Mykener über Kreta. Auf im Palast von Knossos gefundenen Schrifttafeln in Linearschrift B ist der Name der Stadt mit hinreichender Wahrscheinlichkeit als Su-ki-ri-ta (Sugrita) erwähnt, was in etwa „Stadt des wilden Ebers / des Keilers“ bedeutet. Bei Ausgrabungen auf 2400 m2 der 110 × 80 Meter Fläche einnehmenden Akropolis auf dem Kefala wurden im Nordwesten des Gipfels die Grundmauern dreier Gebäude aus dem 12. Jahrhundert v. Chr. entdeckt. Sie sind bis heute die ältesten archäologischen Belege für die Besiedlung des Stadtgebietes.
In der nachfolgenden Zeit (1200 bis etwa 650 v. Chr.) war Sybrita durchgehend bewohnt. Aus den „Dunklen Jahrhunderten“ haben sich Gebäudereste auf dem Kefala erhalten, die der Geometrischen Epoche (etwa 900 bis 700 v. Chr.) zugeordnet werden. Sie befinden sich im Nordosten und Süden des Gipfels. Ein dort errichtetes öffentliches Gebäude wurde den Erkenntnissen der Ausgrabungen zufolge bis zum frühen 7. Jahrhundert v. Chr. genutzt. Reiche Oberflächenfunde an den südlichen Hängen des Kefala weisen darauf hin, dass sich hier in der folgenden Archaischen Epoche (etwa 700 bis 500 v. Chr.) bis in die Klassische Zeit (etwa 500 bis 336 v. Chr.) die Wohnplätze der Stadt befanden.

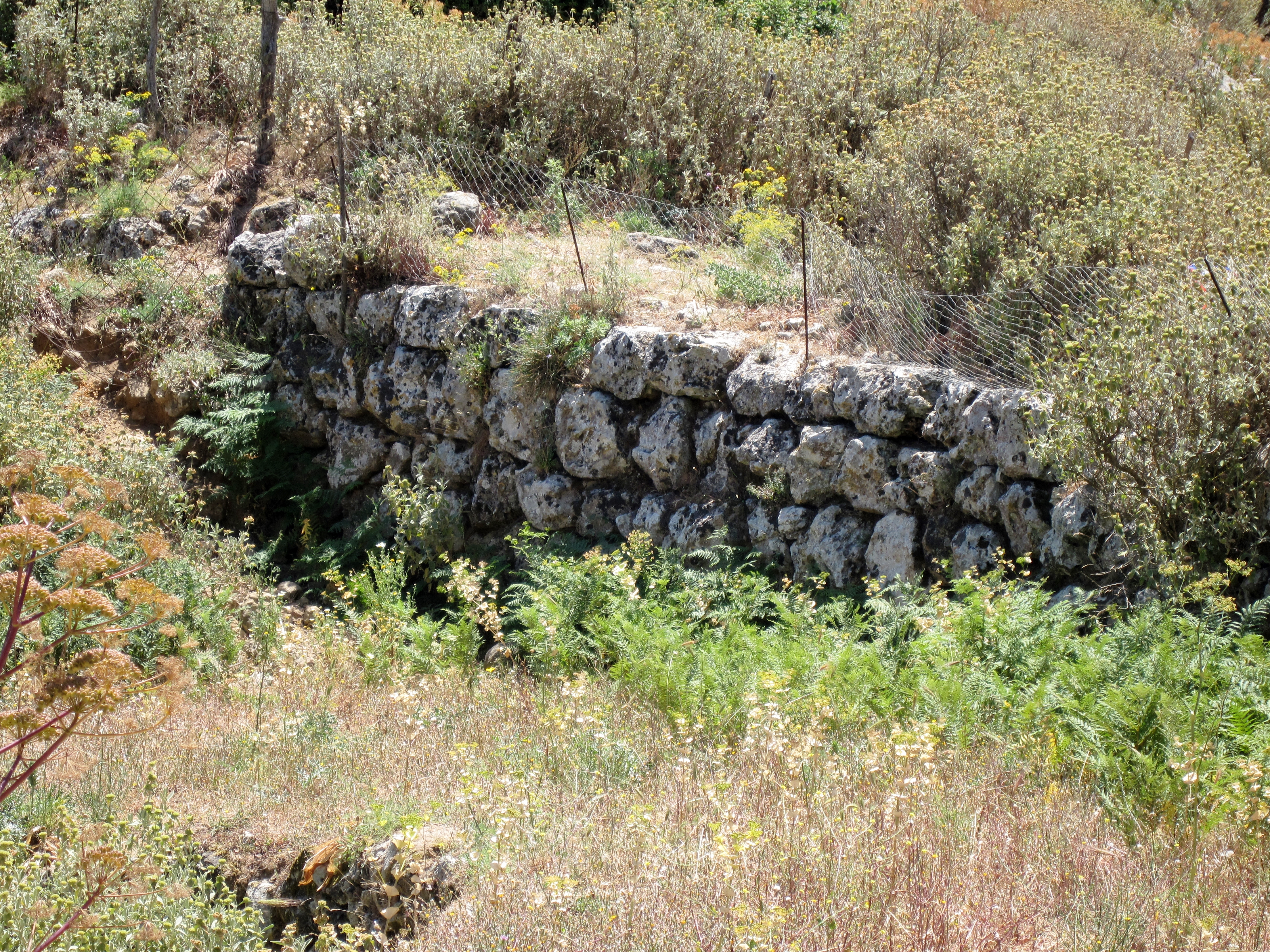
Befestigungsmauer am Fuße des Kefala

Die Hellenistische Epoche (336 bis 30 v. Chr.) bedeutete für Sybrita eine Zeit des Wachstums und Wohlstands. Die Siedlungsfläche dehnte sich nach Südwesten bis zum heutigen Agia Fotini aus, was dortige Notgrabungen ergaben. Auch der Bau der isodomischen Befestigungsmauer, bestehend aus behauenen Quadersteinen einheitlicher Größe, von der ein schmaler Teil zwischen den Hügeln Kefala und Keratidi erhalten ist, wird in diesen Zeitraum datiert.
Bereits im 4. Jahrhundert v. Chr. wurden Münzen der Stadt, Statere, geprägt. Sybrita war damit eine der ersten kretischen Städte mit eigenen Münzen. Von diesen sind heute etwa 15 bekannt. Auf ihnen sind die Götter Dionysos, Hermes und Zeus abgebildet. Von der mit Sybrita verbündeten Stadt Gortyn (Γορτύν) wurden zwischen 360 und 330 v. Chr. Münzmotive der Europa auf einer Platane und des Zeus in Stiergestalt übernommen. Einige der Münzen enthalten das Wort ΣΙΒΡΙΤΙΩΝ (SIBRITION) als Aufschrift. Außenpolitisch sind in Inschriften Bündnisse mit der ionischen Stadt Teos (201 v. Chr.) sowie im Verbund kretischer Städte mit Eumenes II. von Pergamon (182 v. Chr.) überliefert.
Nach der Besetzung Kretas durch Quintus Caecilius Metellus 69 v. Chr. und der Eingliederung der Insel in das Römische Reich florierte Sybrita durch seine Lage zwischen der römischen Inselhauptstadt Gortyn und Eleutherna (Ἐλευθέρνα) sowie der Nordküste bei Rhithymna (Ῥίθυμνα). Die herausgehobene Stellung der Stadt wird durch einen Eintrag in der Tabula Peutingeriana, einer römischen Straßenkarte aus der zweiten Hälfte des 4. Jahrhunderts n. Chr., dokumentiert. Die Entfernung zu Eleutherna ist dort mit 8 Meilen (VIII milia passuum), etwa 12 Kilometer, angegeben. Auf dem südlichen Plateau des Kefala, dem Zentrum Sybritas, sind die Reste eines großen öffentlichen Gebäudes erhalten. Zu dem in die Zeit vom 1. bis 3. Jahrhundert n. Chr. datierten Bauwerk führte von Süden eine gepflasterte Rampe.

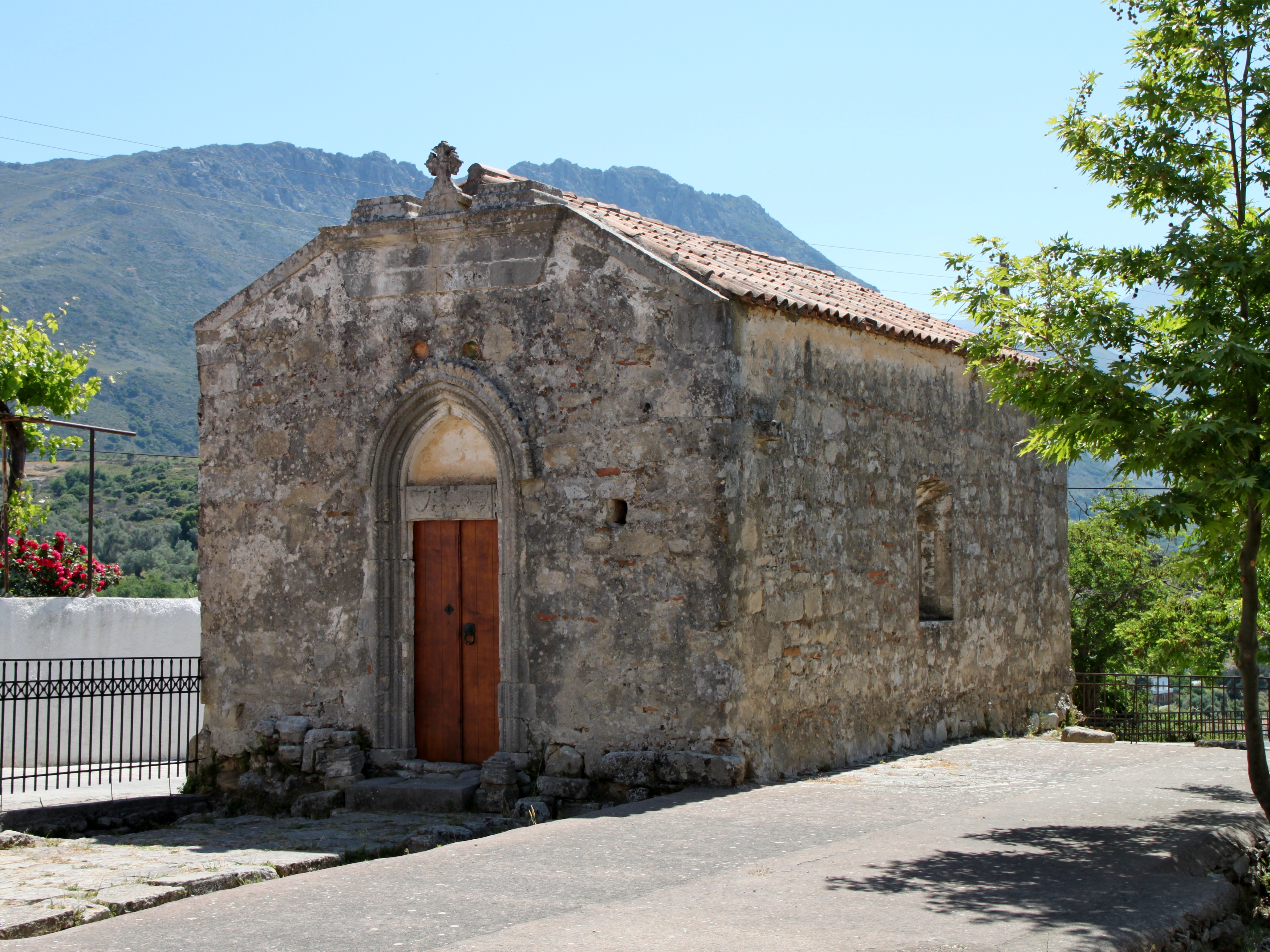
Marienkirche (Ναός Παναγίας) in Thronos

Weitere architektonische Reste aus römischer Zeit wurden bei Notgrabungen in Thronos und Agia Fotini entdeckt. Am Nordhang des Kefala fand man eine römische Grabkammer, die gemeinsam mit Grabinschriften aus dem südlich gelegenen Genna auf die damaligen Grenzen des Stadtgebietes mit den dortigen Friedhöfen hinweist. In Thronos haben sich die Grundmauern und Teile des Bodenmosaiks einer frühchristlichen Basilika aus dem 5. oder 6. Jahrhundert erhalten. Sybrita war in byzantinischer Zeit bis zur Zerstörung der Stadt durch die Araber im Jahr 824 Bischofssitz. Auf den Ruinen der Basilika errichtete man im 14. Jahrhundert die wesentlich kleinere, heute noch erhaltene Marienkirche (Ναός Παναγίας) von Thronos.
Die Lage von Sybrita südwestlich des Psiloritis-Massivs am Kefala bei Thronos wurde 1865 durch Thomas Abel Brimage Spratt identifiziert. Inschriften, von denen viele 1894 von Federico Halbherr entdeckt wurden, gaben Hinweise auf die antike Stadt. Während der Besatzungszeit Kretas im Zweiten Weltkrieg kam es 1942 durch den deutschen Althistoriker Ernst Kirsten zu ersten kleineren Ausgrabungen an ausgewählten Plätzen. Die britische Archäologen Sinclair Hood, Peter Warren und Gerald Cadogan von der British School at Athens legten 1962 auf dem Kefala die Reste einer Siedlung aus der Nachpalast- und geometrischen Zeit frei.
Seit 1986 fanden auf dem Gipfel des Hügels regelmäßige archäologische Grabungen unter der Leitung von Luigi Rocchetti und Niki Metaxa Prokopiou statt, ab 1999 unter der Leitung von Anna Lucia D’Agata. Viele der Fundstücke, darunter Vasen, Figuren, Gegenstände aus Metall und einige Münzen, befinden sich heute im Archäologischen Museum von Rethymno.

Bauten des antiken Sybrita auf dem Kefala-Hügel
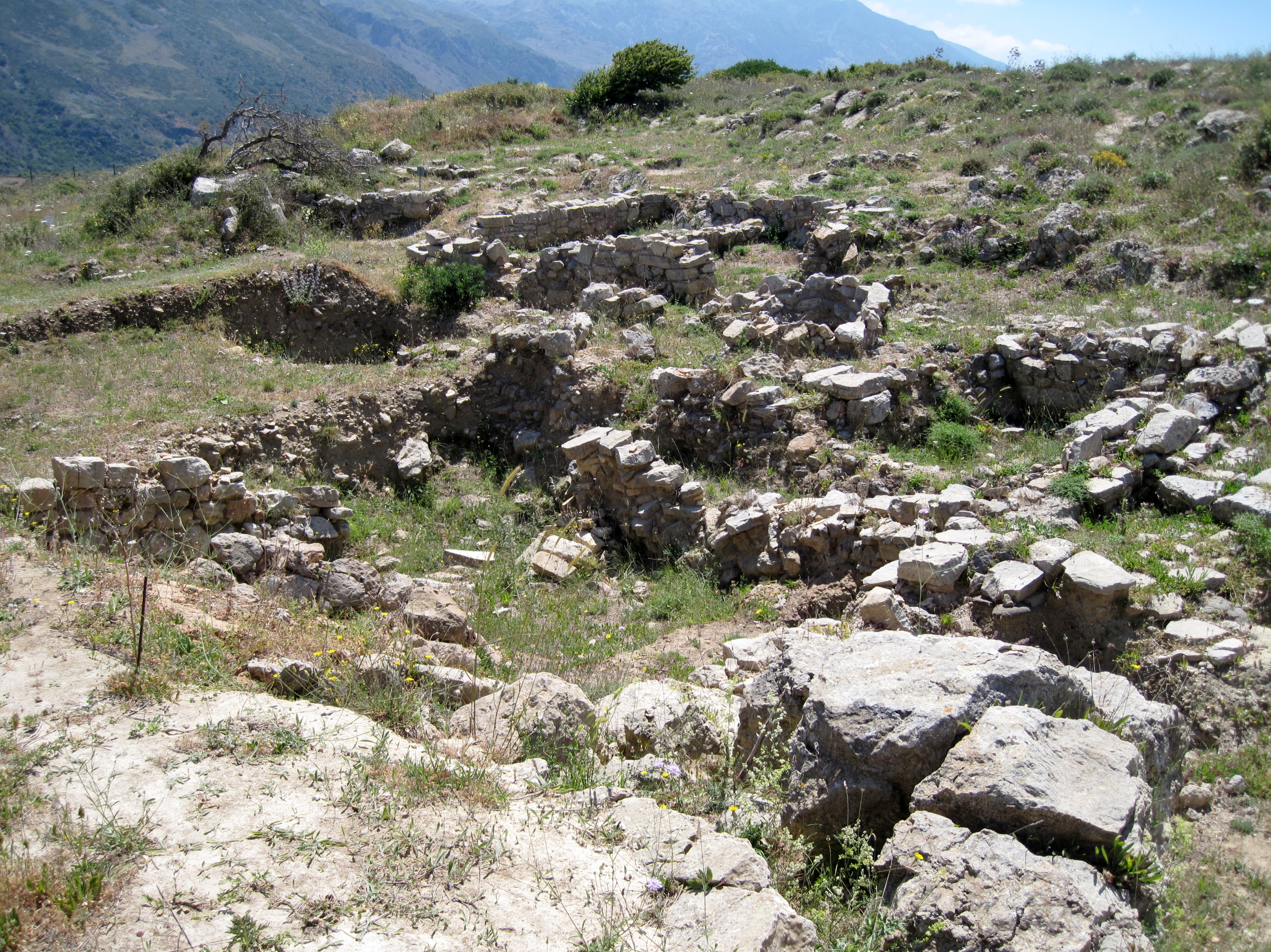
Reste spätminoischer Bauten (SM III C)
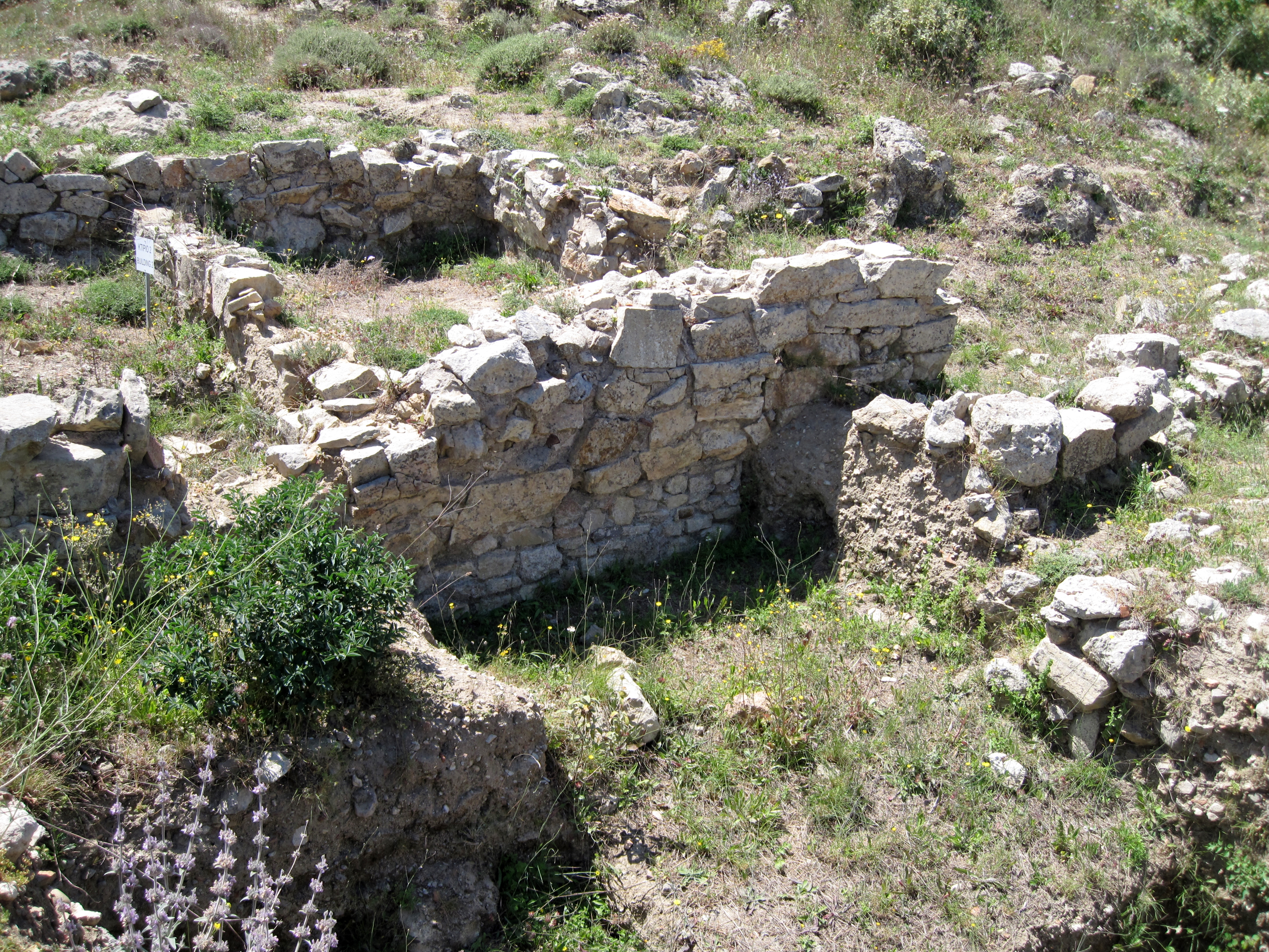
Minoisches Gebäude 2 (Nordseite des Gipfels)
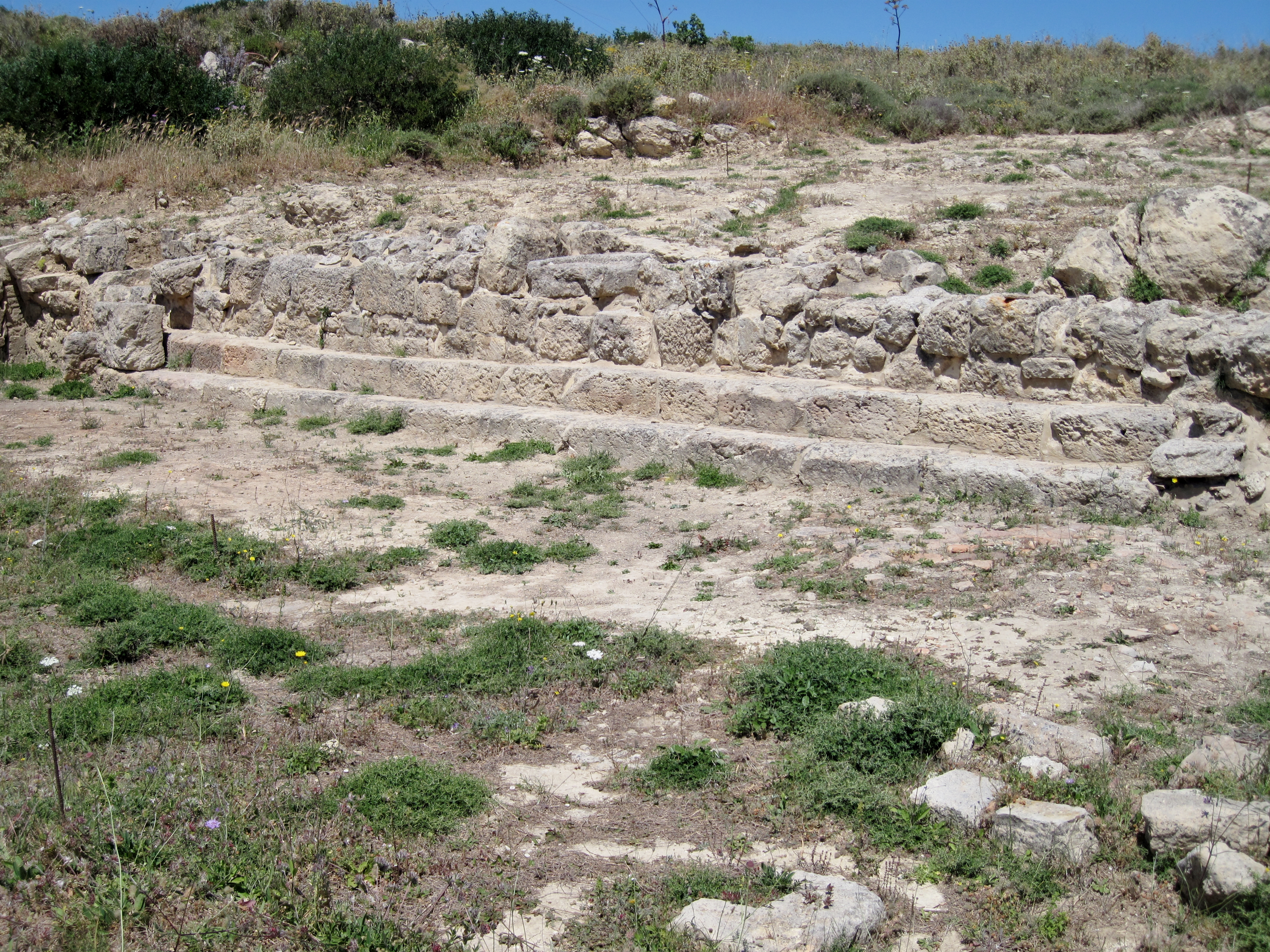
Reste römischer Bauten auf dem Kefala
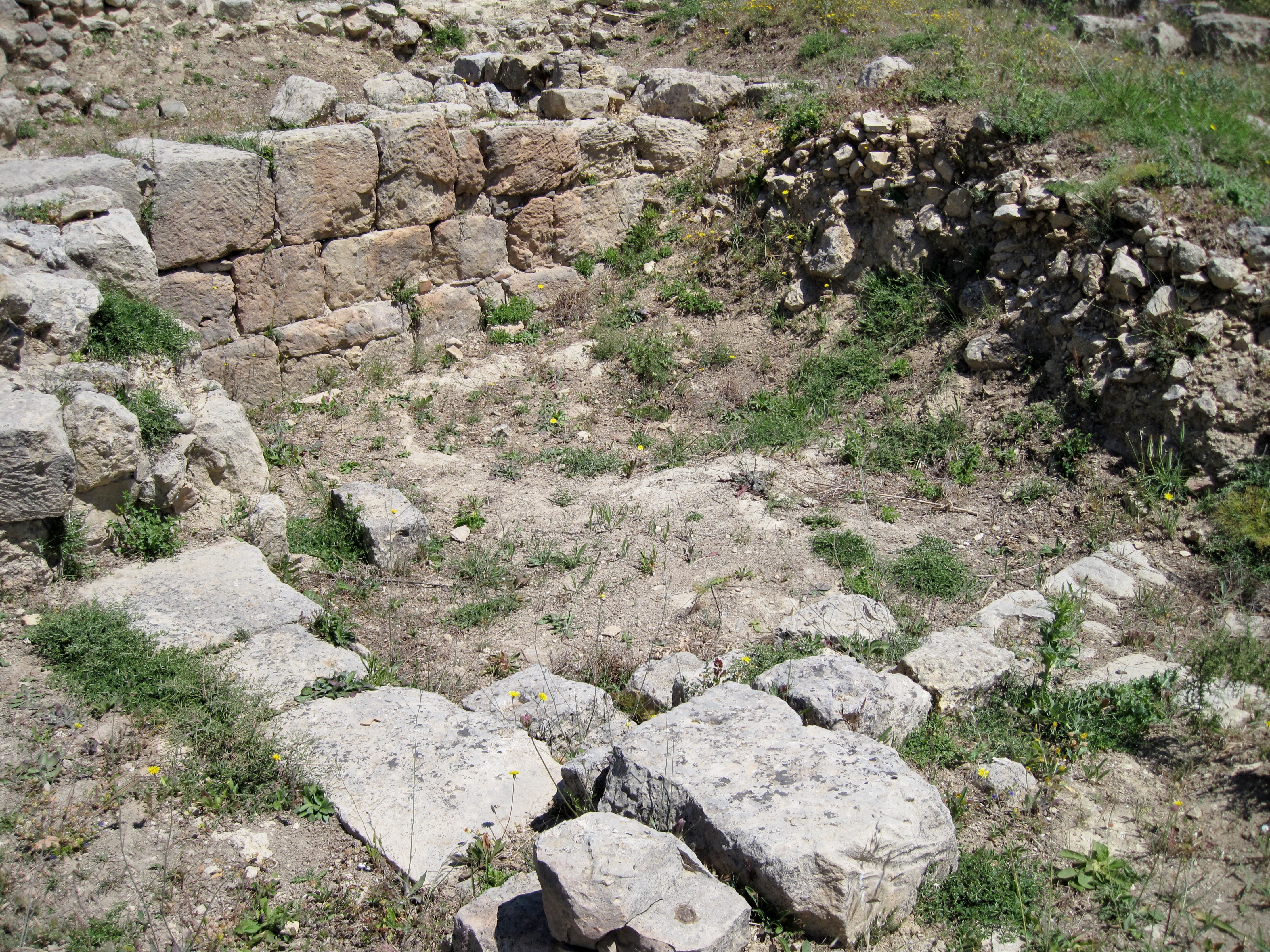
Römisches Gebäude A2 (Südseite des Gipfels)